# ليونارد شاموريهو
ليونارد شاموريهو هو سياسي تنزاني وعضو الحزب الثوري الحاكم، وعضو مجلس الوزراء المعين. تم ترشيحه كعضو في البرلمان من قبل الرئيس التنزاني جون بومبيه ماغوفولي في عام 2020 ليكون وزير الأشغال والنقل في ديسمبر 2020.